# Kaxholmens lövskogs naturreservat
Kaxholmens lövskogs naturreservat är ett naturreservat i Jönköpings kommun i Jönköpings län.
Området är skyddat sedan 2020 och omfattar 33 hektar. Det är beläget strax öster om Kaxholmen. Det består av ädellövskog, lövsumpskog, lövskog och odlad mark